# Pick Szeged
Pick Szeged — венгерская компания, которая производит разнообразное количество мясных продуктов, в том числе известный сорт колбасы «зимняя салями». Компания основана в 1869 году, находится в Сегеде. Является спонсором венгерского гандбольного клуба «Пик Сегед».

## История
Производство салями в Венгрии организовал еврейский мясник Марк Пик, который основал в 1869 году фабрику по производству салями в Сегеде, а затем начал развивать производство колбасы по всей стране. С 1883 года он приглашал итальянских рабочих, а с 1885 года началось массовое производство колбасы. После кончины Пика в 1892 году его вдова и её брат взяли на себя обязанности по управлению. Старший сын Енё стал работать на предприятии в 1906 году и приобрёл разорившуюся фабрику «Тиан», позволив семье завладеть большим участком земли. Сам Енё Пик внёс изменения в технологию производства, начав активную рекламу производимых продуктов и сделав салями ведущим продуктом. Енё Пик руководил фабрикой с 1934 года до её национализации.

## Продукция
Окрестности Сегеда подходят для сельского хозяйства и скотоводства в частности: географическое положение и соответствующие экспертизы показывают, что здесь можно выращивать крупных свиней, из мяса которых и изготавливается салями. Белая салями изготавливается из смеси постной свинины и жира со свиного брюха вместе со специями по секретному рецепту. Смесь заливается в оболочку, затем подвергается холодному копчению, высушиванию и созреванию. Наконец, салями покрывается благородной плесенью. Изначально зимняя салями изготавливалась не из свинины, а из ослятины, однако в связи с тем, что в Венгрии пустили почти всех ослов на мясо, колбасу стали изготавливать из свинины, вкус которой не был ничем хуже.
Одна из основных характеристик салями компании Pick — появление слоя плесени при высушивании и созревании. Плесени необходима холодная температура и достаточная влажность для успокоения, поэтому заводы по производству колбасы строились на берегах рек (той же Тисы, к примеру). Технология охлаждения, внедрённая в конце 1950-х годов, позволила гарантировать длительный срок хранения, поэтому зимняя салями сохранила только название от своего «сезонного» характера. В настоящее время салями из Сегеда стала известной во всём мире благодаря оригинальным материалам, традиционной технологии и сохранёнными знаниями.